# Roestwangwever
De roestwangwever (Plocepasser superciliosus) is een zangvogel uit de familie Passeridae (mussen) die voorkomt in de Sahel in Afrika.

## Kenmerken
De vogel is 18 cm lang en weegt 30 tot 45 g. Het is een vrij grote, musachtige vogel met een roodbruine kruin en een duidelijke lichte wenkbrauwstreek. De oorstreek en de "wangen" zijn roestkleurig (roodbruin), er is een donkere baardstreep en de kin en de keel zijn wit, evenals de buik en borst die meer vuilwit tot lichtgrijs zijn. De nek is kastanjebruin en gaat op de rug over in donker grijsbruin. Verder heeft de vogel twee vleugelstrepen. Het mannetje en het vrouwtje hebben hetzelfde verenkleed.

## Verspreiding en leefgebied
Deze soort komt voor van Senegal tot Soedan, Ethiopië, noordelijk Oeganda en noordwestelijk Kenia. Het leefgebied bestaat uit bos of gebied met grote struiken, meestal onder de 2000 m boven de zeespiegel.

## Status
De grootte van de wereldpopulatie is niet gekwantificeerd. De vogel is niet zeldzaam. Men veronderstelt dat de soort in aantal stabiel is. Om deze redenen staat de roestwangwever als niet bedreigd op de Rode Lijst van de IUCN.